# Laura Sánchez Soto
Laura Sánchez Soto (León; 16 d'octubre de 1985), és una saltadora mexicana que ha competit en tres ocasions en Jocs Olímpics.
Va començar a participar en competències juvenils com l'Olimpíada Nacional el 2002, on va guanyar la medalla de plata en la prova de trampolí de tres metres i la d'or en plataforma de 10. Durant els XIX Jocs Centreamericans i del Carib es va portar la medalla d'or en la prova de trampolí d'un metre i un bronze en plataforma de 10 metres. Va representar a Mèxic en el Campionat Mundial de Barcelona juntament amb Paola Espinosa, amb qui va guanyar la medalla de bronze en clavats sincronitzats de tres metres, obtenint el seu pas olímpic.
Durant els Jocs Panamericans de 2003 va obtenir juntament amb Paola, dos medalles de plata, ambdues en clavats sincronitzats. De forma individual va aconseguir el 2o., lloc en trampolí de tres metres, la qual cosa la va fer mereixedora del Premi Nacional de l'Esport, mateix que va rebre el 20 de novembre de 2003 de mans de Vicente Fox juntament amb Paola Espinosa.
El diumenge 5 d'agost de 2012, durant els XXX Jocs Olímpics a Londres va obtenir la medalla de bronze en trampolí de tres metres, quedant amb prou feines 0.20 punts a dalt del quart lloc, la italiana Tania Cagnotto.

## Participació a Londres 2012
Laura Sánchez va arribar a les olimpíades amb una lesió d'espatlla que li havia impedit entrenar adequadament els mesos anteriors i per la qual necessitava realitzar-se una cirurgia, però pel poc temps faltant per a Londres 2012 va decidir no operar-se fins al cap de competir, malgrat el risc que això significava. No obstant això, els dies de competència no va presentar molèsties per lesió i va poder exercir-se en la fossa sense problemes.
La prova olímpica es va dur a terme en tres dies, del divendres 3 al diumenge 5 d'agost, realitzant-se una fase en cada dia. La primera fase eliminatòria Sánchez Soto va acumular 320.15 punts que li van servir per passar a semifinals en 9o. lloc de 30 competidores, qualificant 18 clavadistes en total. La semifinal va acumular 336.50 punts, passant en 7o. lloc de dotze finalistes.
La final va constar de cinc rondes de clavats sense límit de dificultat. Les qualificacions i llocs que va ser ocupant la clavadista al final de cada ronda van ser:
- Ronda 1: 70.50 pts., 5è. lloc.
- Ronda 2: 67.50 pts., 6è. lloc.
- Ronda 3: 75.00 pts., 5è. lloc.
- Ronda 4: 74.40 pts., 3.er. lloc.
- Ronda 5: 75.00 pts., 3.er. lloc.

El seu total en la prova va ser 362.40 punts per guanyar la tercera posició corresponent a la medalla olímpica de bronze, tan sols 0.20 punts per a dalt de Cagnotto. La xinesa Wu Minxia va acabar sent or amb un acumulat de 414.00 punts i el seu compatriota He Zi la medalla de plata amb 379.20 punts totals.